# 大聖寺警察署
大聖寺警察署（だいしょうじけいさつしょ）は、石川県警察が管轄する警察署の一つである。

## 所在地
- 石川県加賀市大聖寺東町1丁目1番地

## 管轄区域
- 加賀市

## 沿革
- 1875年（明治8年）4月 - 大聖寺警察掛出張所設置。管轄区域は江沼郡及び能美郡。
- 1875年（明治8年）12月 - 大聖寺警察出張所となる。
- 1876年（明治9年）6月 - 第二警察出張所となる。
- 1877年（明治10年）9月17日 - 小松警察署大聖寺分署となる。
- 1878年（明治11年）3月25日 - 大聖寺警察署となる。管轄区域は江沼郡。
- 1880年（明治13年）5月21日 - 小松警察署大聖寺分署となる。
- 1881年（明治14年）7月20日 - 大聖寺警察署となる。管轄区域は江沼郡。
- 1948年（昭和23年）3月7日 - 旧警察法施行により、大聖寺警察署廃止。国家地方警察石川県江沼地区警察署、自治体警察の大聖寺町警察署、山中町警察署、山代町警察署、片山津町警察署設置。
- 1951年（昭和26年）10月1日 - 大聖寺町警察署、山中町警察署、山代町警察署、片山津町警察署廃止によりその管轄区域を江沼地区警察署に編入する。
- 1954年（昭和29年）7月1日 - 新警察法施行により、江沼地区警察署廃止。石川県大聖寺警察署設置。管轄区域は江沼郡。
- 1958年（昭和33年）1月1日 - 市町村合併により管轄区域変更。管轄区域は加賀市及び江沼郡。
- 2005年（平成17年）10月1日 - 市町村合併により管轄区域変更。管轄区域は加賀市。

## 組織
- 警務課
  - 警務係、警察安全相談係
- 会計課
  - 会計係
- 生活安全課
  - 生活安全係、営業保安係、少年係、特犯係
- 地域課
  - 地域係、機動警ら第一係、機動警ら第二係、機動警ら第三係
- 刑事課
  - 統計係、強行係、盗犯第一係、盗犯第二係、鑑識係、知能係、組織犯罪対策第一係、組織犯罪対策第二係
- 交通課
  - 企画規制係、指導取締係、事故捜査第一係、事故捜査第ニ係
- 警備課
  - 警備係

## 交番
2025年時点、（）内は所在地。
- 署所在地交番（加賀市大聖寺東町1丁目1番地）
- 加賀温泉駅前交番（加賀市作見町リ86番地）
- 山代交番（加賀市山代温泉北部3丁目171番地）
- 片山津交番（加賀市片山津温泉乙67番地1）
- 山中交番（加賀市山中温泉富士見町オ11番地1）

## 駐在所
2025年時点、（）内は所在地。
- 動橋駐在所（加賀市動橋町ネ一19番地）
- 橋立駐在所（加賀市橋立町は134番地2）
- 塩屋駐在所（加賀市塩屋町イ80番地2）
- 熊坂駐在所（加賀市熊坂町マ101番地）
- 勅使駐在所（加賀市勅使町ヲ48番地4）
- 篠原駐在所（加賀市篠原町ル27番地1）
- 柴山駐在所（加賀市新保町ケ8番地11）

## 検問所
- 大聖寺検問所（加賀市黒瀬町） - 石川県内では唯一の検問所となっている。